# کریس واکر
کریس واکر (انگلیسی: Chris Walker؛ زادهٔ ۱۹۶۴ میلادی) بازیگر اهل بریتانیا است. وی از سال ۱۹۸۵ میلادی تاکنون مشغول فعالیت بوده‌است.
از فیلم‌ها یا مجموعه‌های تلویزیونی که وی در آن‌ها نقش داشته‌است، می‌توان به شاه زنده است، پروتکل چهارم، پوآرو، خیابان کورونیشن، تلفات، شاهد خاموش، آدمکشان میدسامر، مأموران مخفی، شهر هالبی، وقتی شنبه می‌آید و مسترشف اشاره نمود.